# 신주쿠교엔마에역
신주쿠교엔마에역(일본어: 新宿御苑前駅, しんじゅくぎょえんまええき)은 도쿄도 신주쿠구에 있는 철도역이며, 인근에 위치한 신주쿠 어원(新宿御苑)으로 인해 역사를 궁내청에서 관할한다.

## 역 구조
상대식 승강장 2면 2선의 지하역이며, 두 선이 약 20m 정도 어긋나 있다.

### 승강장
| 1 | ○ 마루노우치 선 | 신주쿠・오기쿠보・나카노후지미초 방면 |
| 2 | ○ 마루노우치 선 | 오테마치・고라쿠엔・이케부쿠로 방면   |

## 역 주변
- 신주쿠교엔
- 신주쿠도리
- 요쓰야 오키도 유적
- 도쿄 도립 신주쿠 고등학교

## 역사
- 1959년 3월 15일: 영업 개시.

## 인접역
| 도쿄 메트로 마루노우치 선      | 도쿄 메트로 마루노우치 선 | 도쿄 메트로 마루노우치 선        |
| ------------------------------ | ------------------------- | -------------------------------- |
| M09 신주쿠 3초메 오기쿠보 방면 | 마루노우치 선             | M11 요츠야 3초메 이케부쿠로 방면 |